# Karigasniemi
Karigasniemi /ˈkɑrigɑsniɛmi/ (Noord-Samisch Gáregasnjárga) is een dorp in de gemeente Utsjoki, de meest noordelijke gemeente van Fins Lapland en tevens van de Europese Unie. Het dorp ligt aan de voet van de berg Ailigás.
Karigasniemi ligt op ongeveer 102 kilometer ten zuidwesten van het gemeentecentrum van Utsjoki aan de Fins-Noorse grensrivier de Inarijoki, die na enkele kilometers overvloeit in de Karasjokka om zo verder te stromen als de Tenojoki. In en rond Karigasniemi leven ongeveer 500 mensen, waarvan de meerderheid Samen zijn.
In Karigasniemi kan men via een brug over de Inarijoki naar Noorwegen reizen. Het grootste dorp in de directe omgeving is Karasjok in Noorwegen, op ongeveer 20 kilometer hiervandaan. Omwille van de lagere prijzen van levensmiddelen e.d., komen veel Noorse inkooptoeristen hiernaartoe. Op Fins grondgebied voert hoofdweg 92 naar Kaamanen in de gemeente Inari. Deze verbindingsweg werd tijdens de Tweede Wereldoorlog door de Duitsers gebouwd. Oorspronkelijk was deze weg het aansluitstuk met Staatsbaan 4 die sinds 1993 naar Utsjoki leidt.